# Urbano Rattazzi
Urbano Rattazzi (Alessandria, 20 de Junho de 1808 – Frosinone, 5 de Junho de 1873) foi um político italiano. Ocupou o cargo de primeiro-ministro da Itália.
Advogado de piemonte e estadista que ocupou muitos cargos de gabinete importantes nos primeiros anos da República italiana, incluindo o de primeiro-ministro; suas políticas ambíguas colocaram-o em conflito com o herói italiano Giuseppe Garibaldi o que causou sua queda.
Em 1848 Rattazzi foi eleito deputado ao Parlamento da Sardenha. Na década seguinte, ele ocupou vários cargos ministeriais e tornou-se associado com o brilhante primeiro-ministro Conde de Cavour. Violentamente anticlerical e considerado desprovido de princípio, Rattazzi, no entanto, tornou-se primeiro-ministro após a morte de Cavour. Neste momento Garibaldi se ofereceu para capturar Roma ocupada pelos franceses. Rattazzi no primeiro momento sancionou este empreendimento e depois mudou de ideia e enviou tropas para interceptar Garibaldi, que foi ferido na batalha de Aspromonte (1862). A Opinião pública condenou esta ação o que forçou a demissão de Rattazzi.
Em 1867 Rattazzi foi novamente convidado a ser primeiro-ministro, e novamente Garibaldi marchou sobre Roma, com o consentimento de Rattazzi. Rattazzi mais uma vez mudou de ideia, e ele ordenou que Garibaldi fosse preso.